# 佩爾斯頓 (密歇根州)
佩爾斯頓（英語：Pellston）是位於美國密歇根州埃米特縣的一個村。

## 人口
根據2020年美國人口普查的數據，佩爾斯頓的面積為5.05平方千米，當中陸地面積為5.05平方千米，而水域面積為0.00平方千米。當地共有人口774人，而人口密度為每平方千米153人。